# Paris Kea
Paris Kea (ur. 7 kwietnia 1996 w Tarboro) – amerykańska koszykarka występująca na pozycjach rozgrywającej lub rzucającej, obecnie zawodniczka Maccabi Hajfa.
8 sierpnia 2020 została zawodniczką New York Liberty.

## Osiągnięcia
Stan na 9 sierpnia 2020, na podstawie, o ile nie zaznaczono inaczej.

### NCAA
- Uczestniczka rozgrywek turnieju NCAA (2019)
- Zaliczona do:
  - I składu ACC (2018, 2019)
  - II składu turnieju ACC (2019)
  - składu WBCA All-America honorable mention (2019)

Reprezentacja
- Mistrzyni Ameryki U–18 (2014)[6]